# Leucotelium padi
Leucotelium padi är en svampart som beskrevs av Tranzschel 1935. Leucotelium padi ingår i släktet Leucotelium och familjen Uropyxidaceae.   Inga underarter finns listade i Catalogue of Life.